# Linckia tyloplax
Linckia tyloplax är en sjöstjärneart som beskrevs av Hubert Lyman Clark 1914. Linckia tyloplax ingår i släktet Linckia och familjen Ophidiasteridae. Inga underarter finns listade i Catalogue of Life.